# Dia (programari)
Dia és una aplicació gràfica de propòsit general per a la creació de diagrames, desenvolupada com a part del projecte GNOME.
Està construïda de forma modular, amb diferents paquets de formes per a diferents necessitats.
Dia està dissenyat com un substitut de l'aplicació comercial Visio de Microsoft. Es pot utilitzar per dibuixar diferents tipus de diagrames. Actualment s'inclouen diagrames entitat-relació, diagrames UML, diagrames de flux, diagrames de xarxes, diagrames de circuits elèctrics, etc. Noves formes poden ser fàcilment afegides, dibuixant-les amb un subconjunt d'SVG i incloent-les en un fitxer XML.
El format per a llegir i emmagatzemar gràfics és XML (comprimit amb gzip, per estalviar espai). Pot exportar en formats EPS, SVG i PNG.
També cal recordar que Dia, gràcies al paquet dia2code, pot generar l'esquelet del codi a escriure, si utilitzem un fitxer UML.